# Gotlandshöna
Gotlandshönan är en svensk lantras som härstammar från två besättningar på Fårö. Den var som de flesta andra lanthöns nästan helt utrotad på 1970-talet Orsaken var korsavel med framför allt leghorn. Dess stamtavla kommer förmodligen österifrån till skillnad från de andra svenska lanthönsen som kommer från väst. Den har officiell lantrasstatus och den bevaras som genbank av 
Svenska Lanthönsklubben på uppdrag av Jordbruksverket.
Hönsen är oftast vildfärgade eller bruna men vit, svart och blått förekommer. Även randigt och blommigt (vita fjädertoppar) förekommer. Hönorna har bra ruvlust och lägger omkring 130 ägg om året.

## Vikt
- Höna: 2,5 kg.
- Tupp: 2,5-3 kg.
- Ägg: 55-60 gram